# Cittadella di Namur

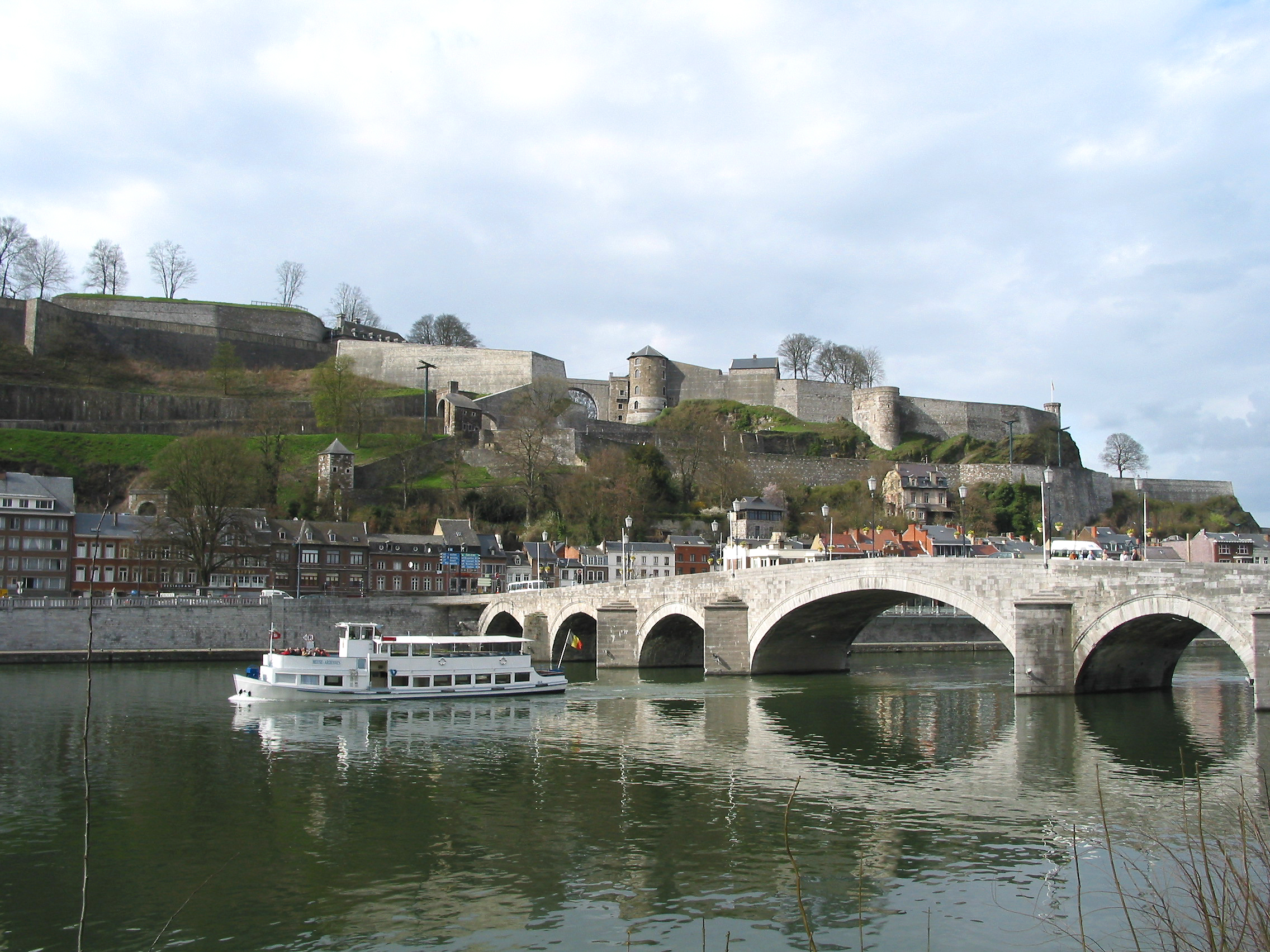
Namur, la Mosa, il ponte de Jambes e la cittadella.

La cittadella di Namur è una fortezza situata a Namur, in Vallonia (Belgio), alla confluenza dei fiumi Sambre e Mosa. Originariamente struttura romana, è stata riedificata diverse volte nel corso dei secoli. A partire dal 1891, attorno alla cittadella venne realizzato un vasto parco; oggi l'area è una delle principali attrazioni turistiche della città, ed è attrezzata con circuiti pedonali e pannelli informativi. La cittadella è una delle più grandi d'Europa ed è classificata come Patrimonio maggiore di Vallonia.

## Storia

### Dalle origini all'anno 1000
Le prime tracce di insediamenti umani sul sito, risalgono a circa 6.000 anni avanti la nascita di Gesù Cristo. Da nomade, l'habitat diventerà progressivamente permanente. Fin dal I secolo, si nota già, sulla riva sinistra del Sambre, una borgata ben strutturata, dotata di un porto alla punta del fiume Grognon. Alcune monete ritrovate attestano che Namur intrattenne delle relazioni commerciali col resto dell'impero romano. L'evoluzione del borgo andò aumentando e l'importanza del porto si intensificò dal V al IX secolo. Le prime fortificazioni sullo sperone roccioso che diventerà la cittadella datano almeno da quest'epoca.

### Dal X secolo al XV secolo
Ventitré conti si succedettero dal 1000 al 1429. Provenivano dalle terre fra la Sambre e la Mosa, poi dall'Hainaut, dalla Francia e dalle Fiandre. 
Al castello, si aggiunsero progressivamente la collégiale Saint-Pierre e le abitazioni dei canonici. 
Fin dalla seconda metà del X secolo, Namur divenne la capitale della contea. Ma lo sfavillio di questa contea superò le frontiere: il conte Baldovino II di Courtenay sarà così imperatore di Costantinopoli, Jolanda di Namur diventerà regina di Ungheria e Blanche di Namur regina di Svezia. 
La città si ingrandì e si fortificò arrivando a contare 8.000 abitanti XV secolo. Giovanni III, ultimo conte di Namur, rovinato e senza erede legittimo, vendette la contea a Filippo il Buono, duca di Borgogna che ne prese possesso nel 1429.

### Turbolenze XV - XIX secolo
Fino all'indipendenza del Belgio, Namur non smetterà di cambiare di mano. Bramata da tutti per la sua situazione strategica, presa e perduta, la città sarà spagnola, austriaca, francese ed olandese successivamente. La sua cittadella, contrassegnata dai sigilli di Vauban e Coehoorn, diventa una delle più vaste d'Europa. La sua superficie verrà raddoppiata con la costruzione di una nuova cinta muraria esterna alla prima, raggiungendo una popolazione di circa 20.000 abitanti all'inizio del XIX secolo.

### Dal XIX al XX secolo
Dopo l'indipendenza del Belgio, le forze armate vollero rimanere su questo sito, che non verrà completamente smilitarizzato fino al 1891 da Leopoldo II del Belgio. Vennero allora intrapresi grandi lavori di ristrutturazione. Nel 1975, il Ministro della Difesa, consegnò alla città di Namur, le chiavi della Cittadella e nel 1977 i soldati lasciarono definitivamente gli ultimi bastioni.

## Galleria d'immagini

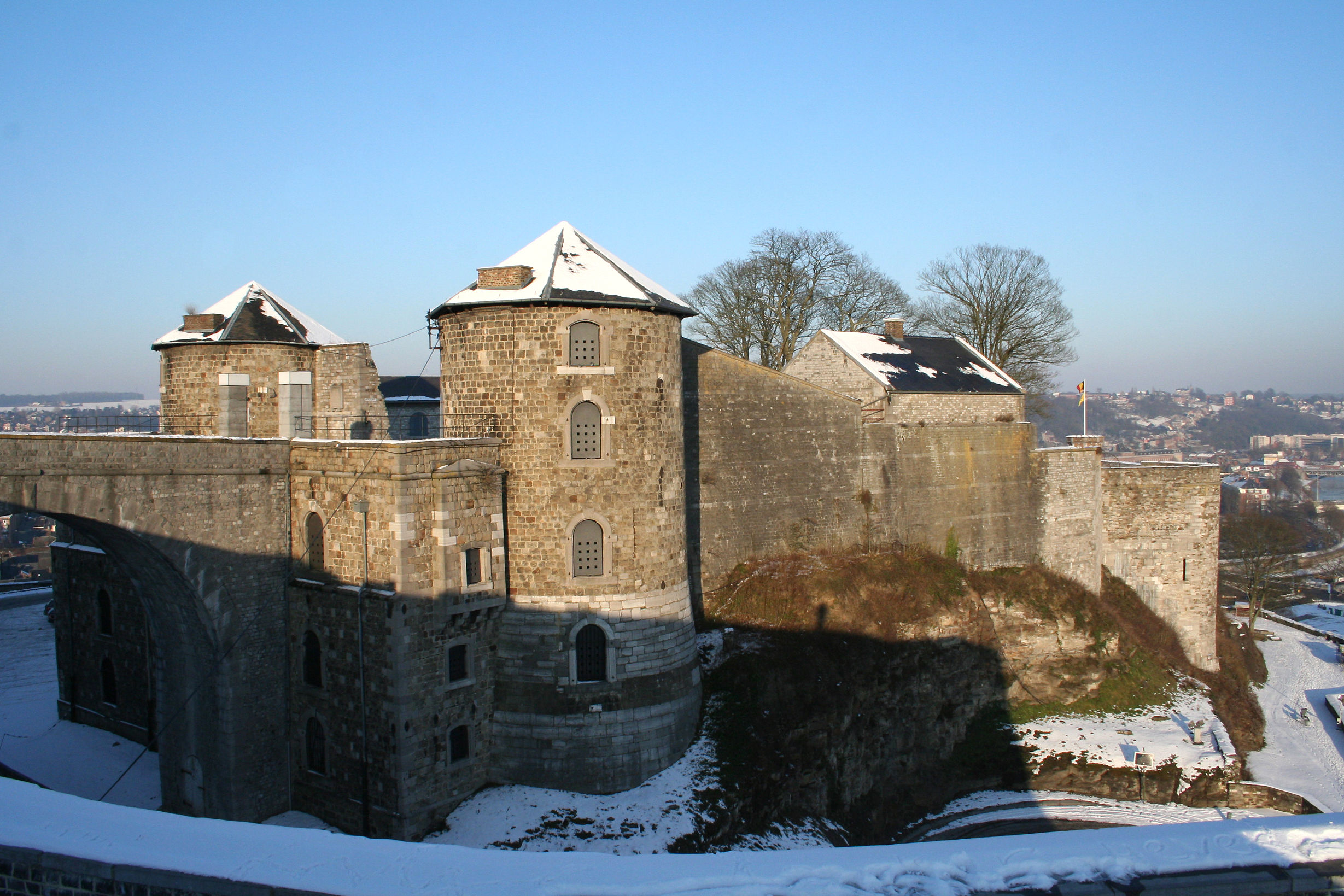
il "pont St-André", la "tour au four", la "tour aux chartes", "la forge", i bastioni e "la tour à la Citerne".
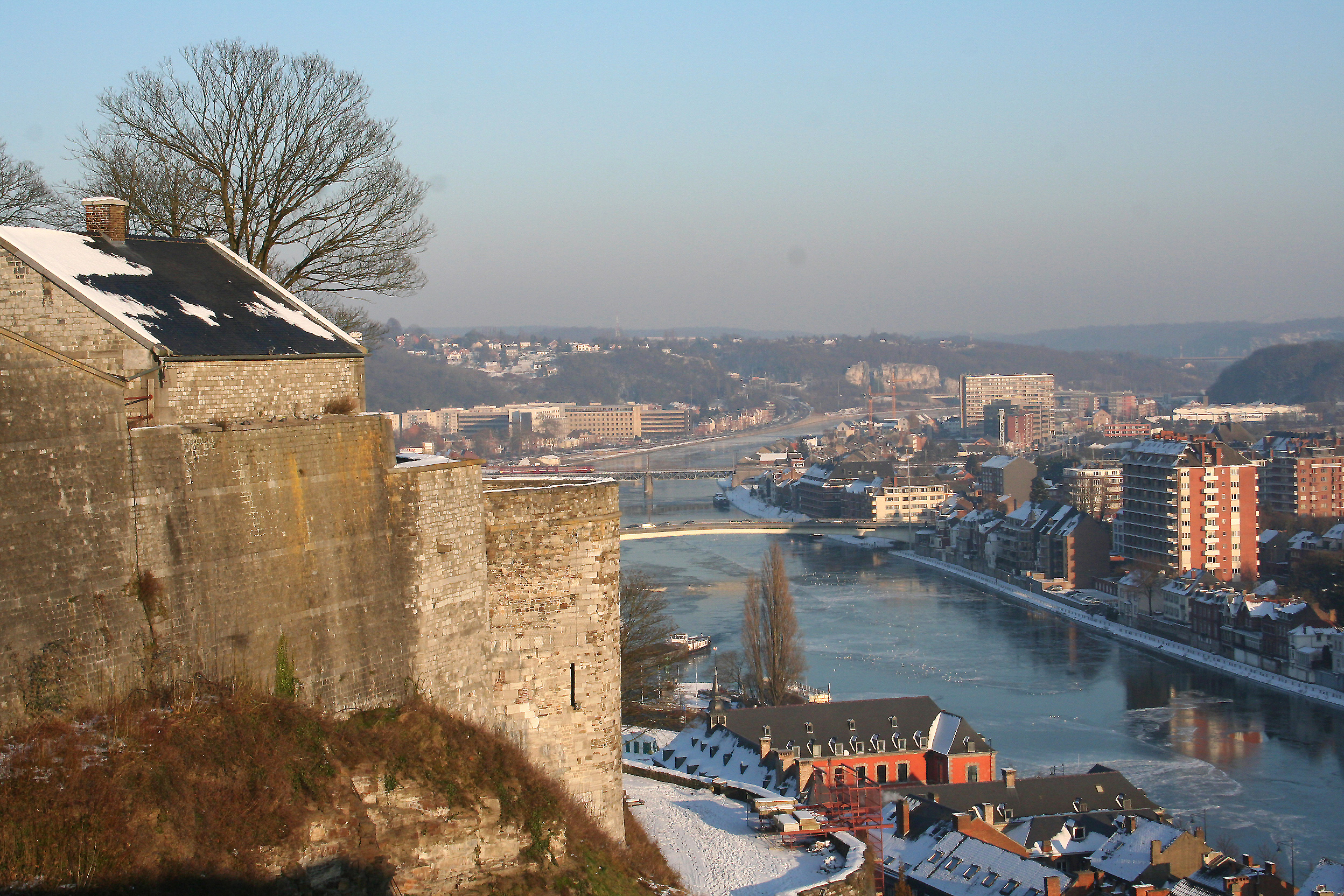
i bastioni situati alla punta orientale del "Champeau" e la "tour à la Citerne".
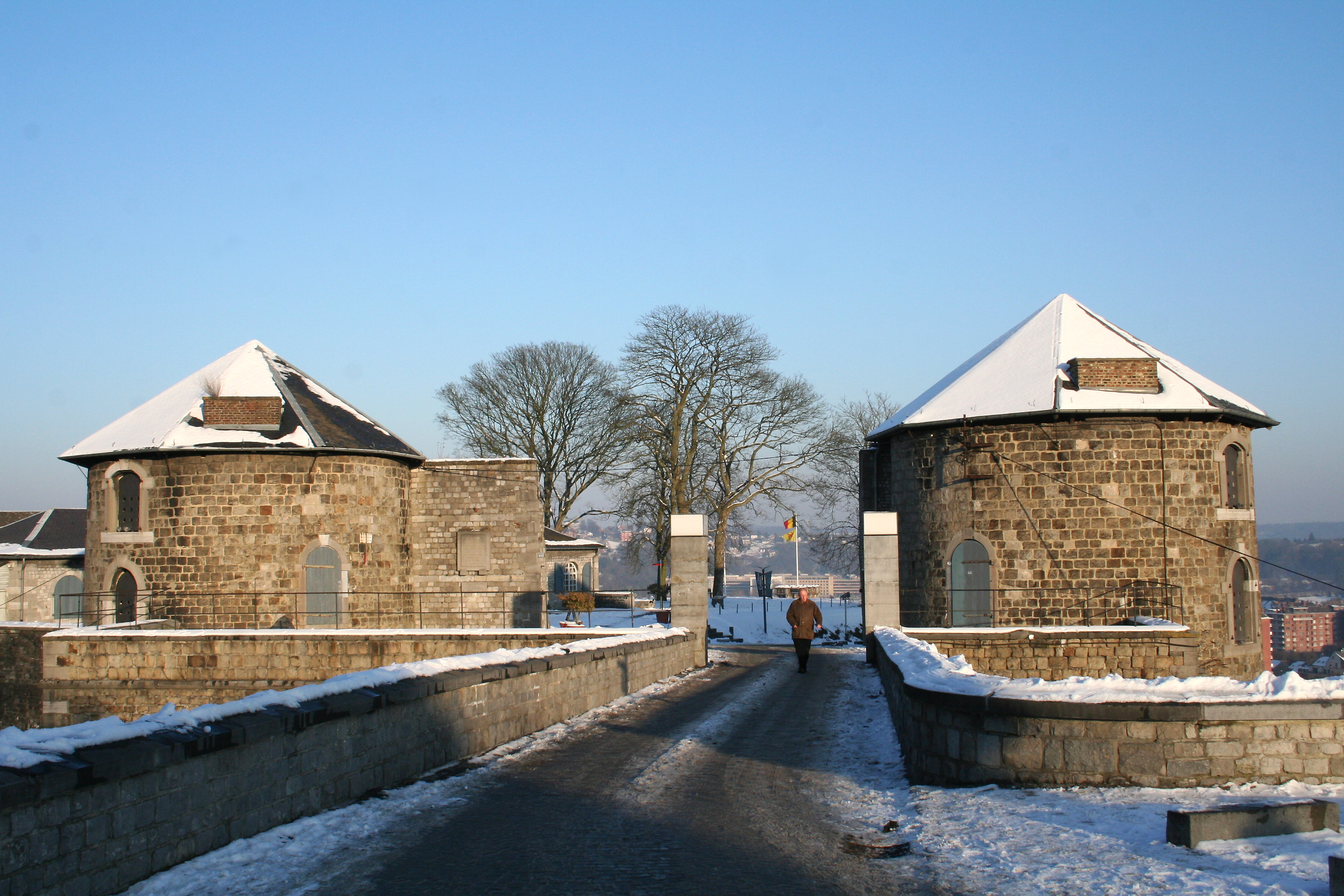
La "tour au four" e la "tour aux chartes" o "tour de la trésorerie" (XIIo secolo).
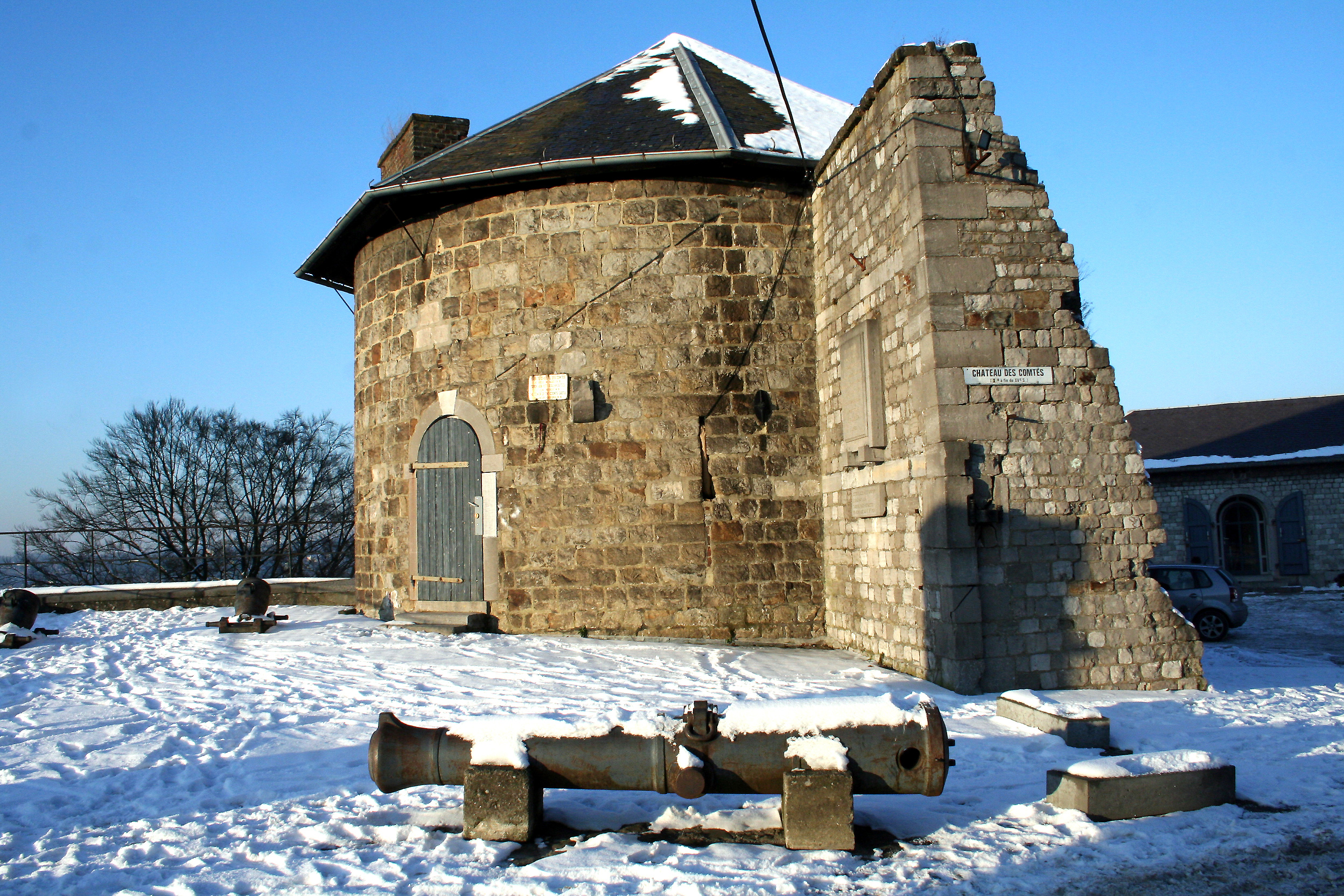
la "tour au four" (XIIo secolo).